# إدارة المغذيات

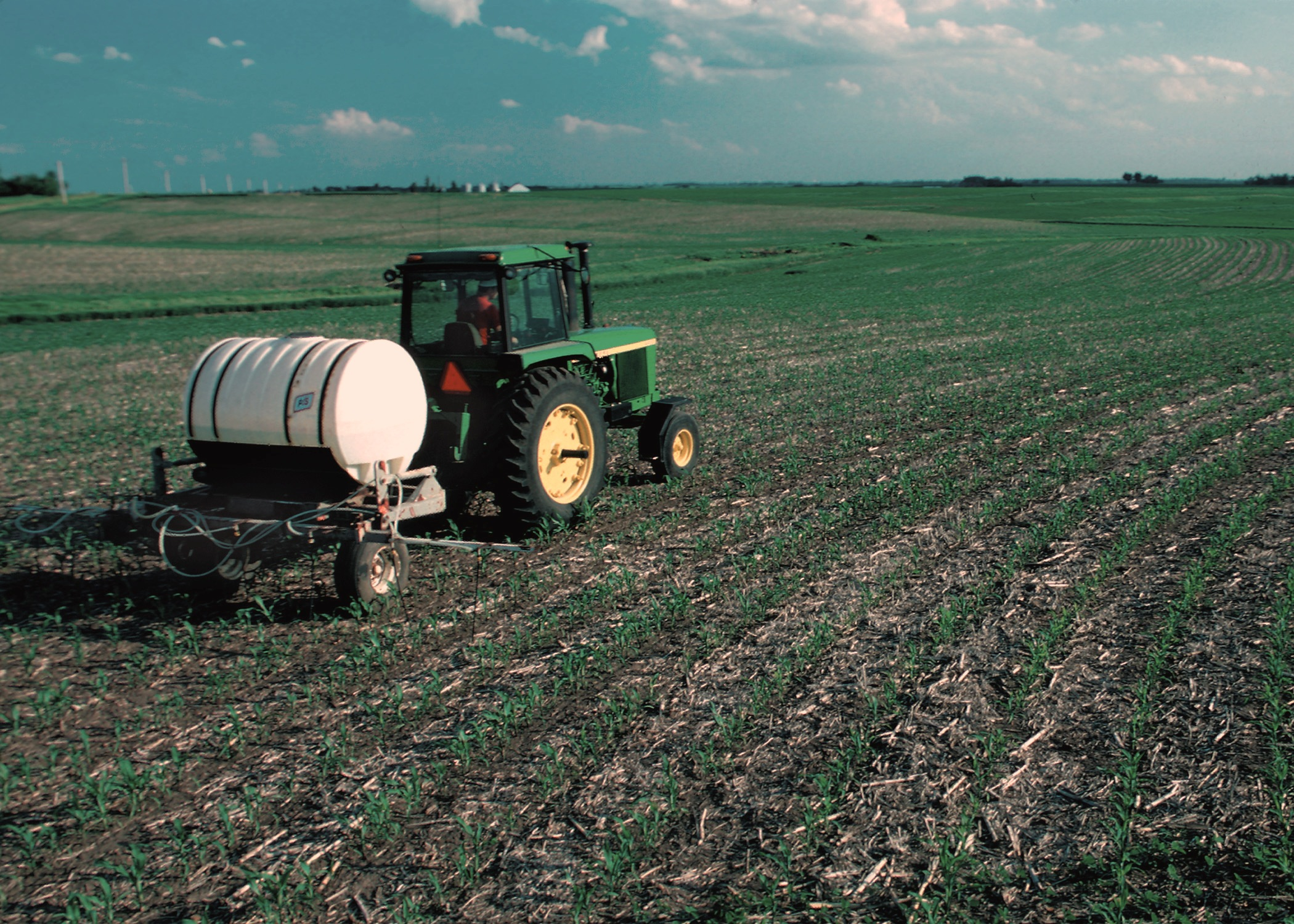

إدارة المغذيات هي العلم والممارسة الموجهة إلى رابط التربة والمحاصيل والطقس والهيدرولوجية العوامل مع الثقافي والري، والتربة والمحافظة على المياه الممارسات لتحقيق أفضل كفاءة المغذيات الاستخدام، المحاصيل الزراعية، ونوعية المحاصيل، والعوائد الاقتصادية، في حين أن الحد من نقل العناصر الغذائية (السماد بأنواعه) التي قد تؤثر على البيئة. وقد تنطوي على مطابقة التربة الميدانية المحددة، وظروف إدارة المحاصيل والمحاصيل لتقييم، والمصدر، والتوقيت، والمكان المعروف باسم إدارة المغذيات من تطبيق المغذيات.
تشمل العوامل المهمة التي يجب مراعاتها عند إدارة المغذيات ما يلي:
(أ) استخدام المغذيات مع مراعاة المحاصيل المثلى القابلة للتحقيق، وفي بعض الحالات، جودة المحاصيل.
(ب) إدارة المغذيات وتطبيقها وتوقيتها باستخدام ميزانية قائمة على جميع المصادر والمصارف النشطة في الموقع.
(ج) إدارة التربة والمياه والمحاصيل لتقليل انتقال العناصر الغذائية خارج الموقع من تسرب المغذيات خارج منطقة الجذر، والجريان السطحي، والتطاير (أو تبادل الغازات الأخرى).
يمكن أن تكون هناك تفاعلات محتملة بسبب الاختلافات في مسارات المغذيات وديناميكياتها. على سبيل المثال، الممارسات التي تقلل من النقل السطحي لمغذيات معينة قد تزيد من فقد ترشيح المغذيات الأخرى. تقدم هذه الديناميكيات المعقدة لمديري المغذيات المهمة الصعبة المتمثلة في تحقيق أفضل توازن لتحقيق أقصى قدر من الربح مع المساهمة في الحفاظ على محيطنا الحيوي.

## مخطط إدارة المغذيات
إن خطة إدارة المغذيات في المحاصيل أداة يستطيع المزارعون استخدامها لزيادة كفاءة كافة مصادر المغذيات ويستخدم المحصول في حين يقلل من مخاطر الإنتاج والبيئة، مما يؤدي في نهاية المطاف إلى زيادة الأرباح.
يستخدم المزارعون أدوات رقمية مثل SST أو Agworld لوضع خطة لإدارة المغذيات الخاصة بهم حتى يتمكنوا من الاستفادة من المعلومات التي تم جمعها على مدى عدد من السنوات. ومن المتفق عليه عموما أن هناك عشرة عناصر أساسية لخطة إدارة المغذيات في المحاصيل.
وكل مكون له أهمية حاسمة في المساعدة على تحليل كل حقل وتحسين كفاءة المغذيات بالنسبة للمحاصيل المزروع.

## خرائط ميدانية
وتشمل الخريطة نقاط مرجعية عامة (مثل الجداول والمساكن ورؤساء الآبار)، وعدد الفدان وأنواع التربة هي الأساس لبقية الخطة.

## اختبار التربة
ما هو مقدار كل عنصر غذائي(N, P, K) والعناصر الحرجة الأخرى مثل الأس الهيدروجيني والمواد العضوية في مكونات التعرية في التربة يعد اختبار التربة مكون رئيسي مطلوب لتطوير معدل المغذيات.

## المحاصيل الزراعية المختلفة
ولكن هذا هو ما حدث بالفعل في العام الماضي (وفي العديد من الحالات قبل عامين أو أكثر)هل تريد إصلاح النيتروجين لاستخدامه في السنوات التالية؟ هل زادت المادة العضوية على المدى الطويل؟ هل أظهر اختبار السيقان النبات في نهاية الموسم وجود نقص في المغذيات؟ وهذه العوامل تحتاج أيضا إلى أن تدخل في الحسبان في الخطة.

## المحاصيل المقدرة
العوامل التي تؤثر على المحاصيل عديدة ومنها تربة الحقل، والصرف، والحشرات، والأعشاب وضغط أمراض المحاصيل، والدوران، والعديد من العوامل الأخرى تفرق بين حقل وآخر. هذا هو السبب في أهمية استخدام المحاصيل التاريخية في وضع تقديرات المحاصيل للعام المقبل. يمكن لتقديرات المحاصيل الدقيقة تحسين كفاءة استخدام المغذيات.